# Praseodimio
El praseodimio es un elemento químico con el símbolo Pr y el número atómico 59. Es el tercer miembro de la serie de lantánidos y se considera uno de los metales de tierras raras. Es un metal blando, plateado, maleable y dúctil, apreciado por sus propiedades magnéticas, eléctricas, químicas y ópticas. Es demasiado reactivo para encontrarse en forma nativa, y el praseodimio metálico puro desarrolla lentamente una capa de óxido verde cuando se expone al aire.
El praseodimio siempre se encuentra de forma natural junto con otros metales de tierras raras. Es el sexto elemento de tierras raras más abundante y el cuarto lantánido más abundante, constituyendo 9,1 partes por millón de la corteza terrestre, una abundancia similar a la del boro. En 1841, el químico sueco Carl Gustav Mosander extrajo un residuo de óxido de tierras raras que llamó didimio de un residuo que llamó "lanthana", a su vez separado de sales de cerio. En 1885, el químico austríaco Barón Carl Auer von Welsbach separó el didimio en dos elementos que dieron sales de diferentes colores, a las que llamó praseodimio y neodimio. El nombre praseodimio proviene del griego antiguo πράσινος (prasinos), que significa 'puerro-verde', y δίδυμος (didymos) 'gemelo'.
Como la mayoría de los elementos de tierras raras, el praseodimio forma más fácilmente el estado de oxidación +3, que es el único estado estable en la solución acuosa, aunque el estado de oxidación +4 se conoce en algunos compuestos sólidos y, únicamente entre los lantánidos, el estado de oxidación +5 es alcanzable en condiciones de aislamiento de matriz. Los estados de oxidación 0, +1 y +2 rara vez se encuentran. Los iones de praseodimio acuosos son de color verde amarillento y, de manera similar, el praseodimio da como resultado varios tonos de amarillo verdoso cuando se incorpora a los vasos. Muchos de los usos industriales del praseodimio implican su capacidad para filtrar la luz amarilla de las fuentes de luz.

## Características
El praseodimio es un elemento metálico plateado suave, y pertenece al grupo de los lantánidos. Es algo más resistente a la corrosión en aire que el europio, el lantano, el cerio, o el neodimio, pero desarrolla una capa verde de óxido cuando se rompe o cuando está expuesto al aire, exponiendo más metal a la oxidación. Por esta razón, el praseodimio se debe guardar bajo un aceite mineral ligero o sellar en un cristal.
El praseodimio siempre se encuentra de forma natural junto con otros metales de tierras raras. Es el sexto elemento de tierras raras más abundante y el cuarto lantánido más abundante, constituyendo 9,1 partes por millón de la corteza terrestre, una abundancia similar a la del boro. En 1841, el químico sueco Carl Gustav Mosander extrajo un residuo de óxido de tierras raras que llamó didimio de un residuo que llamó "lanthana", a su vez separado de sales de cerio. En 1885, el químico austríaco Barón Carl Auer von Welsbach separó el didimio en dos elementos que dieron sales de diferentes colores, a las que llamó praseodimio y neodimio. El nombre praseodimio proviene del griego antiguo πράσινος (prasinos), que significa 'puerro-verde', y δίδυμος (didymos) 'gemelo'.
Como la mayoría de los elementos de tierras raras, el praseodimio forma más fácilmente el estado de oxidación +3, que es el único estado estable en la solución acuosa, aunque el estado de oxidación +4 se conoce en algunos compuestos sólidos y, únicamente entre los lantánidos, el estado de oxidación +5 es alcanzable en condiciones de aislamiento de matriz. Los estados de oxidación 0, +1 y +2 rara vez se encuentran. Los iones de praseodimio acuosos son de color verde amarillento y, de manera similar, el praseodimio da como resultado varios tonos de amarillo verdoso cuando se incorpora a los vasos. Muchos de los usos industriales del praseodimio implican su capacidad para filtrar la luz amarilla de las fuentes de luz.

## Propiedades

### Propiedades físicas
El praseodimio es el tercer miembro de la serie de los lantánidos y un miembro de los metales de tierras raras. En la tabla periódica, aparece entre los lantánidos cerio a su izquierda y neodimio a su derecha, y encima del actínido protactinio. Es un metal dúctil con una dureza comparable a la de la plata. Sus 59 electrones están dispuestos en la configuración [Xe]4f36s2; teóricamente, los cinco electrones externos pueden actuar como electrones de valencia, pero el uso de los cinco requiere condiciones extremas y, normalmente, el praseodimio solo cede tres o, a veces, cuatro electrones en sus compuestos.
Como la mayoría de los otros metales en la serie de los lantánidos, el praseodimio generalmente solo usa tres electrones como electrones de valencia, ya que luego los electrones 4f restantes están demasiado unidos: esto se debe a que los orbitales 4f penetran más a través del núcleo de electrones de xenón inerte al núcleo, seguido por 5d y 6s, y esto aumenta con mayor carga iónica. No obstante, el praseodimio puede seguir perdiendo un cuarto e incluso ocasionalmente un quinto electrón de valencia porque se encuentra muy temprano en la serie de los lantánidos, donde la carga nuclear es aún lo suficientemente baja y la energía de la subcapa 4f lo suficientemente alta como para permitir la eliminación de más electrones de valencia. Por lo tanto, de manera similar a los otros lantánidos trivalentes tempranos, el praseodimio tiene una estructura cristalina de empaquetado doble hexagonal compacto a temperatura ambiente. Aproximadamente a 560 °C, pasa a una estructura cúbica centrada en las caras, y una estructura cúbica centrada en el cuerpo aparece poco antes del punto de fusión de 935 °C.
El praseodimio, como todos los lantánidos (excepto el lantano, iterbio, y lutecio, que no tienen electrones 4f desapareados), es paramagnético a temperatura ambiente. A diferencia de otros metales de tierras raras, que muestran un orden antiferromagnético o ferromagnético a bajas temperaturas, el praseodimio es paramagnético a todas las temperaturas por encima de 1 K.

### Isótopos
El praseodimio tiene solo un isótopo estable y natural, 141Pr. Por lo tanto, es mononucleídico y elemento monoisotópico, y su peso atómico estándar se puede determinar con alta precisión ya que es una constante de la naturaleza. Este isótopo tiene 82 neutrones, que es un número mágico que confiere estabilidad adicional. Este isótopo se produce en las estrellas a través de procesos s y r (captura lenta y rápida de neutrones, respectivamente).
Se han sintetizado otros 38 radioisótopos. Todos estos isótopos tienen una vida media de menos de un día (y la mayoría de menos de un minuto), con la única excepción de 143Pr con una vida media de 13,6 días. Tanto el 143Pr como el 141Pr se producen como productos de fisión de uranio. El principal modo de decaimiento de los isótopos más ligeros que 141Pr es emisión de positrones o captura de electrones a isótopos de cerio, mientras que el de los isótopos más pesados es decaimiento beta a isótopos de neodimio.

### Propiedades químicas

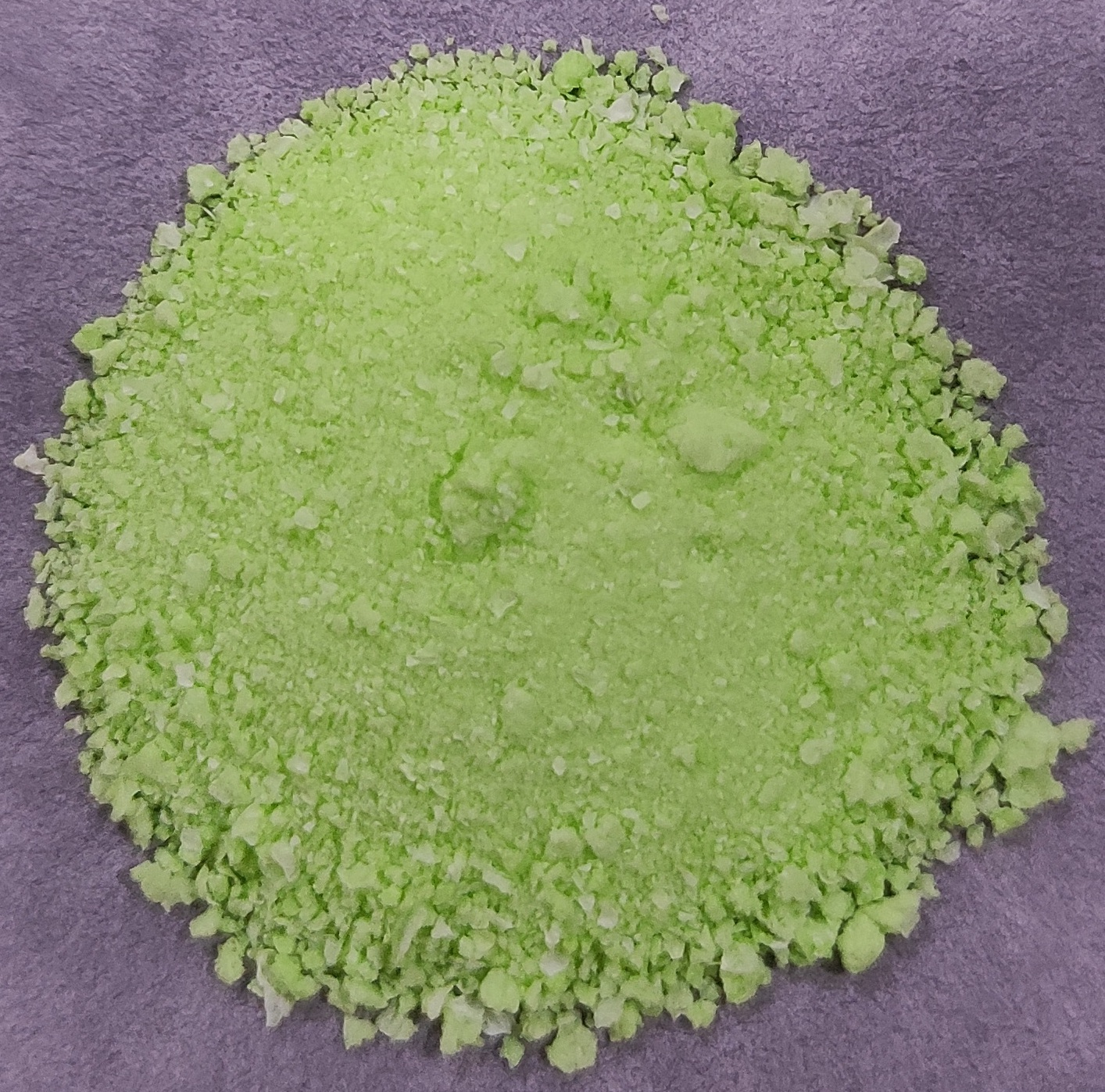
Hidróxido de praseodimio(III).

El metal de praseodimio se deslustra lentamente en el aire, formando una capa de óxido verde que se descama como el óxido de hierro; una muestra de praseodimio metálico del tamaño de un centímetro se corroe por completo en aproximadamente un año. Se quema fácilmente a 150 °C para formar óxido de praseodimio (III, IV), un compuesto no estequiométrico que se aproxima a Pr6O11:
12 Pr + 11 O2 → 2 Pr6O11
Esto se puede reducir a óxido de praseodimio (III) (Pr2O3) con gas hidrógeno. Óxido de praseodimio (IV), PrO2, es el producto más oxidado de la combustión de praseodimio y se puede obtener por reacción de praseodimio metálico con oxígeno puro a 400 °C y 282 bar o por desproporción de Pr6O11 en ácido acético hirviendo. La reactividad del praseodimio se ajusta a tendencias periódicas, ya que es uno de los primeros y, por lo tanto, uno de los lantánidos más grandes. A 1000 °C, muchos óxidos de praseodimio con composición PrO2−x existen como fases no estequiométricas desordenadas con 0 < x < 0. 25, pero a 400–700 °C los defectos de óxido se ordenan, creando fases de la fórmula general PrnO2n−2  con n = 4, 7, 9, 10, 11, 12 y ∞. Estas fases PrOy a veces se denominan α y β′ (no estequiométricas), β (y = 1,833), δ (1,818), ε (1,8), ζ (1,778 ), ι (1.714), θ y σ.
El praseodimio es un elemento electropositivo y reacciona lentamente con agua fría y bastante rápido con agua caliente para formar hidróxido de praseodimio (III).:
2 Pr (s) + 6 H2O (l) → 2 Pr(OH)3 (aq) + 3 H2 (g)
El praseodimio metálico reacciona con todos los halógenos de la tabla periódica formando trihaluros:
2 Pr (s) + 3 F2 (g) → 2 PrF3 (s) [verde]
2 Pr (s) + 3 Cl2 (g) → 2 PrCl3 (s) [verde]
2 Pr (s) + 3 Br2 (g) → 2 PrBr3 (s) [verde]
2 Pr (s) + 3 I2 (g) → 2 PrI3 (s)
El tetrafluoruro, PrF4, también se conoce y se produce haciendo reaccionar una mezcla de fluoruro de sodio y fluoruro de praseodimio (III) con gas flúor, produciendo Na2PrF6, después de lo cual se elimina el fluoruro de sodio de la mezcla de reacción con fluoruro de hidrógeno líquido. Además, el praseodimio forma un biyoduro de bronce; al igual que los biyoduros de lantano, cerio y gadolinio, es un compuesto de praseodimio (III) electruro.
El praseodimio se disuelve fácilmente en ácido sulfúrico diluido para formar soluciones que contienen los iones chartreuse Pr3+, que existen como [Pr(H2O)9]3+ complejos:
2 Pr (s) + 3 H2SO4 (aq) → 2 Pr3+ (aq) + 3 SO2−
4 (aq) + 3 H2 (g)
La disolución de los compuestos de praseodimio (IV) en agua no da como resultado soluciones que contengan los iones amarillos Pr4+; debido al alto potencial de reducción estándar positivo del par Pr4+/Pr3+ a +3,2 V, estos iones son inestables en solución acuosa , oxidando el agua y reduciéndose a Pr3+. El valor del par Pr3+/Pr es −2,35 V. Sin embargo, en medios acuosos muy básicos, Pr4+ los iones se pueden generar por oxidación con ozono.
Aunque se desconoce el praseodimio (V) en estado a granel, en 2016 se informó de la existencia de praseodimio en su estado de oxidación +5 (con la configuración electrónica estable del gas noble anterior xenón) en condiciones de aislamiento de matriz de gas noble. Las especies asignadas al estado +5 se identificaron como [PrO2]+, sus aductos O2 y Ar, y PrO2(η2-O2).

#### Compuestos orgánicos-prasedimios
Los compuestos orgánicos-prasedimios son muy similares a aquellos de otros lantánidos, ya que ellos comparten la incapacidad de establecer retrodonación π. Por lo tanto, en su mayoría están restringidos a los ciclopentadienuros en su mayoría iónicos (isoestructurales con los del lantano) y los alquilos y arilos simples con enlaces σ, algunos de los cuales pueden ser poliméricos. La química de coordinación del praseodimio es en gran parte la del ion grande electropositivo Pr3+ y, por lo tanto, es muy similar a la de los otros lantánidos primitivos La3+, Ce3+, y Nd3+. Por ejemplo, al igual que el lantano, el cerio y el neodimio, los nitratos de praseodimio forman complejos 4:3 y 1:1 con 18-corona-6, mientras que los lantánidos medios del prometio al gadolinio solo puede formar el complejo 4:3 y los lantánidos posteriores de terbio a lutecio no pueden coordinarse con éxito con todos los ligandos. Dichos complejos de praseodimio tienen números de coordinación altos pero inciertos y una estereoquímica mal definida, con excepciones que resultan de ligandos excepcionalmente voluminosos como el tricoordinado [Pr{N(SiMe3)2}3]. También hay algunos óxidos y fluoruros mixtos que involucran praseodimio (IV), pero no tiene una química de coordinación apreciable en este estado de oxidación como su vecino el cerio. Sin embargo, recientemente se informó el primer ejemplo de un complejo molecular de praseodimio (IV). Sin embargo, recientemente se informó el primer ejemplo de un complejo molecular de praseodimio (IV).

## Aplicaciones
- Como un agente de aleación con el magnesio para crear los metales de alta resistencia que se utilizan en motores de avión.
- El praseodimio forma la base de las luces de arco de carbón que son utilizadas en la industria de movimiento de imágenes, para la iluminación de un taller y las luces de un proyector.
- Los compuestos del praseodimio son usados para dar a los vidrios y esmaltes un color amarillo.
- El praseodimio se utiliza para colorear zirconia cúbica de un color verde-amarillo, para simular peridoto.
- El praseodimio es un componente del cristal de didimio, que se utiliza para hacer ciertos tipos de soldaduras y vidrios soplados.
- El Dr. Matthew Sellars del Laser Physics Centre en la Universidad Nacional de Australia en Canberra, Australia retrasó un pulso de luz a unos cientos de metros por segundo usando praseodimio mezclados con cristal de silicato
- El praseodimio aleado con níquel (PrNi5) tiene un efecto magnetocalórico tan fuerte a que ha permitido que los científicos se acerquen a menos de una milésima de grado del cero absoluto[23]

## Historia
El nombre praseodimio proviene de las palabras griegas prasios didymos, que significan gemelo verde (πρασιος prasios= "verde") (διδυμος didymos= "gemelo"). El praseodimio y el neodimio se descubrieron juntos y por eso se les llamó gemelos, al ver que formaba una capa de óxido verde al contacto del aire, se le añadió a su nombre ese color. Praseodimio es frecuentemente mal pronunciado como praseodinio. 

En 1841, Carl Gustaf Mosander extrajo didimio, una tierra rara, del lantano. En 1874, Per Teodor Cleve concluyó que el didimio estaba hecho de dos elementos, y en 1879, Paul Emile Lecoq de Boisbaudran aisló una tierra nueva, samario, del didimio obtenido del mineral samarskita. En 1885, el químico austriaco Carl Auer von Welsbach separó el didimio en dos elementos, praseodimio y neodimio, que dieron sales de diversos colores.

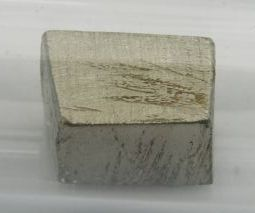
Muestra de praseodimio.

El checo Leo Moser (propietario de la Cristalería Moser) investigó el uso del praseodimio en la coloración de cristales en los últimos años de la década de 1920. El resultado fue un cristal de color verde amarillo, al cual se le nombró "Prasemit". Sin embargo, un color similar se podría alcanzar con colorantes que costaban solamente una pequeña fracción de lo que el praseodimio costaba en los últimos años de la década de 1920,  tal que el color no era popular, fueron hechas pocas piezas, y los ejemplares ahora son extremadamente raros. Moser también mezcló praseodimio con neodimio para producir el cristal "Heliolite" ("Heliolit" en alemán), que fue más ampliamente aceptado. El primer uso comercial del praseodimio, que continúa hasta hoy, es en la forma de un tinte amarillo anaranjado para cerámica, el "Praseodimio amarillo", que es una solución sólida del praseodimio en la estructura cristalina del silicato de circonio (circón). Este tinte no tiene ningún indicio de verde. Por el contrario, en cargas suficientemente altas, el cristal de praseodimio es más amarillo que verde.
El praseodimio ha sido históricamente una tierra rara cuyo suministro ha excedido la demanda. No buscado como tal, mucho praseodimio se ha comerciado como una mezcla con lantano y cerio, o "LCP" por las primeras letras de cada uno de los componentes, para usar en reemplazo de las mezclas tradicionales de lantánido que fueron hechas económicamente de monacita o de bastnasita. El LCP es el que permanece de tales mezclas, después del neodimio deseable, y todos los más pesados, más raros y más valiosos lantánidos son quitados, por extracción solvente. Sin embargo, como la tecnología avanza, se ha encontrado posible incorporar el praseodimio en los imanes de neodimio-hierro-boro, de tal modo extendiendo mucho el suministro de la demanda de neodimio. De esta manera, el LC está comenzando a substituir al LCP consecuentemente.

## Cantidades importantes
El praseodimio está disponible en pequeñas cantidades en la corteza terrestre (9,5 ppm). Se encuentra en los minerales de tierra rara monacita y bastnasita, comprendiendo típicamente cerca del 5% de los lantánidos contenidos en estos, y puede ser recuperado de la bastnasita o de la monazita por un proceso de intercambio iónico, o por extracción solvente de contracorriente.
El praseodimio también compone cerca del 5% del metal de Misch.

## Compuestos
Los compuestos del praseodimio incluyen:
- Fluoruros
  - PrF2
  - PrF3
  - PrF4
- Cloruros
  - PrCl3
- Bromuros
  - PrBr3
  - Pr2Br5
- Yoduros
  - PrI2
  - PrI3
  - Pr2I5
- Óxidos
  - PrO2
  - Pr2O3
- Sulfuros
  - PrS
  - Pr2S3
- Seleniuros
  - PrSe
- Telururos
  - PrTe
  - Pr2Te3
- Nitruros
  - PrN

## Isótopos
Naturalmente ocurre que el praseodimio está compuesto por un isótopo
estable 141Pr., Treinta y ocho radioisótopos se han caracterizado por ser de existencia más estable 143Pr con una vida media de 13,57 días y 142Pr con una vida media de 19,12 horas. Todos los isótopos radiactivos restantes tienen vidas medias que son menos de 5.985 horas y la mayoría de estos tienen vidas medias que son menos de 33 segundos. Este elemento también tiene seis meta estados y el más estable es 138mPr (t½ 2.12 horas), 142mPr (t½ 14,6 minutos) y 134mPr (t½ 11 minutos).
Los isótopos del praseodimio tienen un peso atómico desde 120.955 uma (121Pr) hasta 158.955 uma (159Pr). El modo de decaimiento primario antes del isótopo estable, 141Pr, es la captura electrónica y el modo primario es la desintegración beta. Los productos de desintegración primarios anteriores a 141Pr son isótopos del elemento 58 (cerio) y los productos primarios posteriores son isótopos del elemento 60 (neodimio).

## Precauciones
Como todas las tierras raras, el praseodimio es de toxicidad baja a moderada. El praseodimio no tiene ningún papel biológico conocido.